# كولن جوست
كولن كيلي جوست (بالإنجيزية: Colin Kelly Jost) مواليد (29 يونيو، 1982) ممثل أمريكي، كوميدي، وكاتب. عَمل كاتباً لبرنامج ساترداي نايت لايف. في 1 مارس، 2014 إنضم لطاقم ساترداي نايت لايف و خَلَفَ سيث مايرز في تقديم فقرة أخبار نهاية الإسبوع. في 17 أكتوبر، 2015 ترك جوست منصبه كرئيس لكُتاب البرنامج.

## نشأتهُ
ولد جوست وتربى في جزيرة ستاتن، في نيويورك. والدتهُ كيري جاي. كيلي، رئيسة أطباء، قسم إطفاء مدينة نيويورك، و والده دانييل أي. جوست، مُدرس سابق في مدرسة جزيرة ستاتن التقنية الثانوية. تربى جوست على الديانة المسيحية الكاثوليكية. إرتاد مدرسة ريجيس الثانوية و جامعة هارفارد.

## حياتهُ المهنية
بعد تخرجهُ من هارفارد، عُين جوست كاتباً لبرنامج ساترداي نايت لايف في 2005. بعمر 22 سنة أصبح جوست مشرفاً على كُتاب برنامج ساترداي نايت لايف في 2009-2012، بعدها أصبح رئيساً لكُتاب البرنامج من 2012-2015. بعد توقف البرنامج في عطلة الصيف بعد موسم 2012-2013 طلب منتج البرنامج لورن مايكلز من جوست ان يقدم فقرة أخبار نهاية الإسبوع، مع سيث مايرز الذي كان سيترُك البرنامج ليقدم برنامجه الخاص اخر الليل. قبل جوست بالدور وخلف مايرز في تقديم الفقرة في حلقة 1 مارس، 2014.

## الجوائز والترشيحات
رُشِحَ جوست لِخَمس جوائز آيمي. و حصلَ على جائزة بيبودي في 2009، وثلاثة جوائز نقاية الكُتاب في (2007-2009-2010) لِعَملهِ في ساترداي نايت لايف.

## سيرتهُ المهنية

| السنة     | العنوان           | العنوان              | الدور                                                |
| السنة     | بالعربية          | بالإنجليزية          | الدور                                                |
| --------- | ----------------- | -------------------- | ---------------------------------------------------- |
| 2006-2014 | ساترداي نايت لايف | Saturday Night Live  | نفسه، كاتب، مقدم فقرة أخبار نهاية الإسبوع (منذ 2014) |
| 2015      | صيف جزيرة ستاتن   | Staten Island Summer | الضابط غريغ                                          |
| 2016      | كيف تصبح وحيداً    | How to Be Single     | بول                                                  |

## وصلات خارجية
- كولن جوست على موقع IMDb (الإنجليزية)
- كولن جوست على موقع ألو سيني (الفرنسية)
- كولن جوست على موقع ميوزك برينز (الإنجليزية)
- كولن جوست على موقع أول موفي (الإنجليزية)
- كولن جوست على موقع قاعدة بيانات الفيلم (الإنجليزية)
- كولن جوست على موقع كينوبويسك (الروسية)